# Хельвиг фон Гольдбах
Хельвиг фон Гольдбах (нем. Helwig von Goldbach, лат. Helwicus de Goltbach) — ландмейстер Тевтонского ордена в Пруссии в 1300—1302 годах. До этого был комтуром Христбурга (2 февраля 1288 — 29 июня 1289). Возглавлял орден в Пруссии один год, после чего скончался и был погребён в соборной церкви Кульмы.